# Буланашский машиностроительный завод
Буланашский машиностроительный завод (БМЗ) — российское машиностроительное предприятие, единственное крупное производство в посёлке Буланаш Артёмовского района Свердловской области России.

## Деятельность
Предприятие специализируется на проектировании, производстве и ремонте нефтегазового оборудования.
Начало строительства завода относится к 1972 году. С 1976 года освоен выпуск деталей для нефтебуровых установок. Также на заводе выпускались товары народного потребления (например, широко известен был садовый насос «Дружок»). В 1995 году завод вошёл в совместное предприятие «Урал-Уитли». Затем с 2003 года входил в состав промышленной группы «Генерация». После банкротства группы «Генерация» в 2018 году стал частью АО "Урало-сибирская промышленная компания".